# Renga
Renga (яп. 煉瓦 в переводе на рус. Кирпич; яп. 連歌, на рус. Рэнга «букв. совместное поэтическое творчество») — российская BIM-система для совместного архитектурно-строительного проектирования, разработки несущих конструкций, внутренних инженерных сетей и технологической части зданий и сооружений.

## История создания
Разработка системы была начата в 2012 году компанией «Аскон». В 2015 году был выпущен первый продукт — Renga Architecture, для архитектурного проектирования. В 2016 году «Аскон» и «1С» создали совместное предприятие Renga Software, которое занялось развитием и продвижением BIM-системы Renga.
В 2017 году вышел второй продукт для проектирования конструктивной части зданий — Renga Structure, который был включен в Единый реестр российского ПО.
В 2018 году был выпущен третий продукт для проектирования внутренних инженерных сетей зданий — Renga MEP.
Также с 2018 года Renga получила возможность интеграции с новой редакцией программного продукта 1С «ERP Управление строительной организацией 2».
В 2019—2020 году Renga участвовала в пилотном проекте по прохождению государственной экспертизы в формате информационной модели, инициированном ФАУ «ФЦС».
Летом 2020 года все три компонента (Architecture, Structure и MEP) были объединены в единый продукт — BIM-систему Renga.
Летом 2023 года Renga Software анонсировала изменение продуктового портфеля. С 01 октября 2023 года появятся Renga Standart и Renga Professional.

## Даты выходов версий[12]
На Стартовой странице Renga необходимо нажать кнопку "О программе" и в соответствующем диалоговом окне будет указана версия. 
| Дата выхода | Версия     |
| ----------- | ---------- |
| 15.08.2023  | 6.1.50957  |
| 30.06.2023  | 6.0.50429  |
| 23.05.2023  | 5.12.49996 |
| 15.05.2023  | 5.12.49908 |
| 23.03.2023  | 5.11.49403 |
| 01.02.2023  | 5.10.48974 |
| 09.12.2022  | 5.9.48395  |
| 22.11.2022  | 5.8.48114  |
| 25.10.2022  | 5.7.47640  |
| 12.09.2022  | 5.6.46733  |
| 25.07.2022  | 5.5.45742  |
| 22.06.2022  | 5.4.45063  |
| 06.06.2022  | 5.3.44700  |
| 14.04.2022  | 5.2.43525  |
| 25.02.2022  | 5.1.42156  |
| 10.01.2022  | 5.0.40988  |
| 16.11.2021  | 4.11.40002 |
| 29.09.2021  | 4.10.39057 |
| 13.08.2021  | 4.9.37988  |
| 28.06.2021  | 4.8.36912  |
| 11.05.2021  | 4.7.35726  |
| 23.03.2021  | 4.6.34667  |
| 01.02.2021  | 4.5.33507  |
| 08.12.2020  | 4.4.32429  |
| 21.10.2020  | 4.3.31062  |
| 04.09.2020  | 4.2.29986  |
| 20.07.2020  | 4.1.28893  |
| 02.06.2020  | 4.0.27869  |
| 10.12.2019  | 3.3.24701  |
| 10.06.2019  | 3.2.20578  |
| 19.03.2019  | 3.1.18689  |
| 15.12.2018  | 3.0.17332  |
| 18.08.2018  | 2.12.15285 |
| 23.06.2018  | 2.11.14361 |
| 08.03.2018  | 2.10.12495 |
| 29.01.2018  | 2.9.11863  |
| 18.09.2017  | 2.8.9160   |
| 15.05.2017  | 2.7.7051   |
| 19.12.2016  | 2.6.5627   |
| 24.10.2016  | 2.5.4997   |
| 15.08.2016  | 2.4.4460   |
| 28.03.2016  | 2.3.2908   |
| 15.03.2016  | 2.3.2823   |
| 03.11.2015  | 2.2.1552   |
| 28.09.2015  | 2.1.1234   |
| 10.08.2015  | 2.0.789    |
| 31.03.2015  | 1.0.4      |

## Возможности
Renga представляет собой комплексную систему для BIM-проектирования, позволяющую решать задачи архитектора, конструктора и инженера по внутренним системам.
Созданная в Renga информационная модель объекта капитального строительства может использоваться на других этапах его жизненного цикла в строительных решениях построенных на платформе 1С (сметы, календарное и инвестиционное планирование, управление недвижимостью, комплексная автоматизация строительных холдингов).
Программа настроена под выпуск проектной документации по СПДС и ISO.
Импорт и экспорт в обменный формат IFC, а также DWG, позволяет применять Renga в сочетании с другими САПР и BIM-решениями.
Имеется бесплатная версия для учебных целей, предоставляемая по запросу. Версия для домашнего использования является платной (1990 рублей в год).
С 2024 года доступно онлайн-пособие "Практическое руководство пользователя Renga", систематизирующее учебный материал по продукту.

## Государственный реестр программного обеспечения
Renga внесена в Единый реестр российских программ для электронных вычислительных машин и баз данных — рег. номер ПО: 7810
Renga включена в перечень программного обеспечения для информационного моделирования объектов строительства в республике Беларусь